# 德累斯顿号小巡洋舰 (1917年)
德累斯顿号是德意志帝国海军于第一次世界大战期间建造的十艘科隆级小巡洋舰的三号舰，也是德国最后一艘完工并投入使用的小巡洋舰。它得名于1915年在马斯地岛海战中沉没的第一代德累斯顿号。新舰于1916年在基尔的霍瓦兹船厂开始架设龙骨，并于1917年4月下水，至1918年3月完工。德累斯顿号与姊妹舰科隆号是同级唯二完工的两艘舰，其余八艘同级舰均在完工前即遭拆解。它们的设计是前身柯尼斯堡级的略微修改版本。
德累斯顿号在一战结束前十个月才交付公海舰队使用，使得它在战争期间的运用极其有限。它曾参加前往挪威的舰队行动，意图袭击前往斯堪的纳维亚的英国护航船队，但未能找到任何船队并返回港口。在战争的最后几天，德累斯顿号本将参加袭击大舰队的高潮行动，但己方阵中爆发的叛乱迫使海军上将赖因哈德·舍尔和弗朗茨·冯·希佩尔取消了这项计划。战争结束后，该舰被扣押在斯卡帕湾，并于1919年6月21日跟随舰队在海军少将路德维希·冯·罗伊特的指挥下集体自沉。与沉没在那里的大多数舰只不同，德累斯顿号的残骸从未进行打捞报废。

## 设计
德累斯顿号是为替代老旧的小巡洋舰美杜莎号而以“美杜莎代舰（Ersatz Medusa）”为代号进行订购，并于1916年在基尔的霍瓦兹船厂开始架设龙骨，建造编号为601。它于1917年4月25日在没有举行任何仪式的情况下下水，继而展开舾装工作。至1918年3月28日，德累斯顿正式投入公海舰队使用，成为最后一艘加入公海舰队的舰只。
德累斯顿号的全长为155.5（510英尺2英寸），有14.2（46英尺7英寸）的舷宽和6.01（19英尺9英寸）的前吃水。在满载情况下，舰只的排水量可达7,486公噸（7,368長噸）。其推进系统由两套蒸汽轮机组成，以驱动两副直径为3.5（11英尺6英寸）的三叶螺旋桨。舰只设计可输出31,000匹軸馬力（23,000千瓦特）的额定功率。它由八台燃煤水管锅炉和六台燃油双头式水管锅炉提供动力，这使得舰只的最高速度可达27.8節（51.5每小時）。德累斯顿号能够携带1,100公噸（1,100長噸）煤和额外1,050公噸（1,030長噸）燃油，允许其以12節（22每小時）的速度续航5,400海里（10,000）。舰只的标准船员编制则为17名军官和542名水兵。
德累斯顿号配备有八门单座安装的150毫米45倍径速射炮。其中两门并排布置在艏艛前方，四门设于舰舯、每边各两门，以及两门以背负式成对布置在舰艉。这些炮管在发射45.3（100磅）炮弹的初速为840每秒（2,800英尺每秒）。炮管的仰角可提升至30°，使其可以瞄准最高达17,600（19,200碼）开外的目标。它们共提供1040发弹药，其中每炮130发。舰只的防空武器由三门88毫米45倍径速射炮组成，均安装在烟囱后方的中心线上，但其中一门于1918年拆除。它还标配搭载有两具600（23.6英寸）鱼雷管和八枚鱼雷，均安装在舰舯的甲板旋转发射器内。舰只同样可携带多达200枚水雷。在装甲方面，德累斯顿号受到60（2.4英寸）厚的水线装甲带保护；司令塔的侧面有100（3.9英寸）厚，而甲板的厚度也为60毫米。

## 服役历史
作为德意志帝国海军建成的最后一艘小巡洋舰，德累斯顿号在入役后即加入了公海舰队的侦察部队。它被分配至第二侦察集群，与小巡洋舰科隆号、柯尼斯堡号、皮劳号、格劳登茨号、纽伦堡号和卡尔斯鲁厄号在一起。1918年4月23－24日，这些舰只及时参加了一个前往挪威的大规模舰队行动。第一与第二侦察集群、连同第二鱼雷艇区舰队，意图向一支前往挪威、戒备森严的英国护航队发动袭击，公海舰队余部则提供远程支援。然而，德国人未能找到船队的位置，后者实际上在舰队离港的前一天便已出航。结果，公海舰队总司令、海军上将赖因哈德·舍尔中断了行动并返回港口。
1918年10月，德累斯顿号本应随第二侦察集群主导针对英国皇家海军的终极决战。其中德累斯顿号、科隆号、柯尼斯堡号和皮劳号将攻击泰晤士河口的商船运输，而集群其余舰只则要炮击法兰德斯的目标，目的是引出英国大舰队。此时已升任海军总参谋长的海军大将舍尔与公海舰队新任总司令、海军上将弗朗茨·冯·希佩尔计划不惜以舰队一切代价尽可能重创英国海军，以确保德国获得更好的谈判地位。10月29日上午，将于次日从威廉港启航的命令正式下达。然而从当天夜晚开始，图林根号战列舰及其它几艘战列舰的水兵发生叛变。动荡最终迫使舍尔和希佩尔取消了行动。
在水兵叛变期间，德累斯顿号受命驶向埃肯弗德，担任发往基尔的中继舰。那里的通讯系统因大规模骚乱而中断。战列舰藩侯号挡在德累斯顿号的航道上，其不服从的船员拒绝为德累斯顿号让路；藩侯号还将舰上的一座305（12.0英寸）炮塔瞄准德累斯顿号，但其船员在随后又作出妥协，使德累斯顿号离开港口。随后，该舰前往斯维内明德，因受到有叛乱舰只将要袭击驻扎在那里的巡洋舰的消息影响，德累斯顿号船员对舰只进行了部分凿沉。在消息被证实是错误的之后，舰只又重新浮起并恢复适航状态。这包括移除所有武器中的弹药，以使它们得到风干。随着德国于1918年11月投降，公海舰队的大部分主力于海军少将路德维希·冯·罗伊特的指挥下，被扣押至斯卡帕湾的英国海军基地。德累斯顿号是被扣押舰只之一，但因此前的骚乱活动而导致状况不佳，无法随舰队余部一同在11月航行。他直至12月6日才在严重漏水的情况下抵达。
在落实《凡尔赛条约》的谈判过程中，舰队仍然维持扣押状态。罗伊特推断英国方面将于1919年6月21日，即谈判到期而无法达成协议的情况下会强占德国军舰，却不知截止日期已被延长至6月23日。为了防止这种情况，他决定第一时间凿沉己方舰只。6月21日上午，英国舰队离开斯卡帕湾进行训练演习；罗伊特于11:20向全体德国军舰下达了自沉命令。德累斯顿号于13:50开始下沉。其残骸至今仍留存在于卡瓦岛东南部的斯卡帕湾底部，深度为25至45（82至148英尺）。其上甲板受损严重；而露天甲板也已脱落，露出了其内部结构。舰炮则埋藏在淤泥内。2017年，奥克尼考古研究中心（Orkney Research Center for Archaeology）的海洋考古学家对科隆号和该地区的其它九艘沉船展开了广泛调查，其中包括另外六艘德国军舰和三艘英国军舰。考古学家用声纳绘制了这些沉船的地图，并利用遙控潛水器对它们进行检查，以确定这些残骸是如何恶化的。